# ولادیمیر کامینسکی
ولادیمیر کامینسکی (روسی: Владимир Владимирович Каминский؛ زادهٔ ۱۸ آوریل ۱۹۵۰) دوچرخه‌سوار اهل بلاروس است.
وی در مسابقات کشوری و بین‌المللی در مجموع برندهٔ ۲ مدال طلا، ۳ مدال نقره شده‌است.